# Still Star-Crossed
Still Star-Crossed es una serie de televisión de drama histórico estadounidense creada por Heather Mitchell y basada en el libro del mismo nombre de Melinda Taub. La serie es producida por Shonda Rhimes a través de Shondaland y ABC Studios, y se emitió en ABC durante la temporada de televisión 2016–17. La serie se estrenó el 29 de mayo de 2017. ABC canceló el show después de una temporada en junio de 2017.

## Sinopsis
La serie se centra en Rosaline, una hermosa, inteligente y voluntariosa Capulet (Capuleto) y prima de Julieta a quien se le ha ordenado casarse con Benvolio, un Montague (Montesco).
Establecida en Verona del siglo XVI, comienza donde termina la famosa historia de Romeo y Julieta. En donde la traición, las intrigas y los romances que no logran culminarse entre los Montescos y Capuletos comienzan a darse a partir de la trágica muerte de los jóvenes amantes.

## Personajes

### Principales
- Lashana Lynch como Rosaline Capuleto, prima de Julieta y sobrina de Lord Capuleto que se convierte en heredera de la Casa Capuleto después de la muerte de Julieta.
- Wade Briggs como Benvolio Montague, primo de Romeo y sobrino de Lord Montague que se convierte en heredero de la casa Montague después de la muerte de Romeo.
- Ebonée Noel como Livia Capuleto, hermana de Rosaline y sobrina de Lord Capuleto que busca casarse con una familia adinerada, sin darse cuenta de que su tío planea usarla para legitimar el gobierno de París sobre Verona.
- Torrance Coombs como el Conde de París, el heredero de Mantua y el líder de "Los Demonios". Después de ser herido por Romeo y capturado por Lady Capuleto, planea anexar Verona a Mantua tomando como novia a una Capuleto.
- Medalion Rahimi como la Princesa Isabella, la hermana y confidente de Escalus y princesa de Verona, cuya principal preocupación es resolver los problemas domésticos de Verona.
- Sterling Sulieman como el Príncipe Escalus, príncipe de Verona que lucha por mantener el control sobre su sitiada ciudad y proyectar una imagen de fuerza y unidad al mundo.
- Zuleikha Robinson como Lady Giuliana Capulet, esposa de Silvestro y madre de Julieta que alinea la Casa Capuleto con los Demonios a cambio de su ayuda en la orquestación de la destrucción de la Casa Montague.
- Anthony Stewart Head como Lord Silvestro Capulet.
- Grant Bowler como Lord Damiano Montague, patriarca de la Casa Montague y padre de Romeo que busca aumentar el prestigio de su familia por cualquier medio necesario, aunque signifique socavar la Casa Capulet.
- Dan Hildebrand como Fray Lawrence, un fraile franciscano que casó a Romeo y Julieta por órdenes de Lord Montague.
- Susan Wooldridge como la Enfermera, enfermera anterior de Julieta y criada leal a la casa Capuleto.
- JM como el jorobado wev disaigner, listillo personaje de nefasta apariencia y hedor con vastos conocimientos en vidios e imitación de acentos.

### Recurrentes
- Lucien Laviscount como Romeo Montague.
- Clara Rugaard como Juliet Capulet, única hija de Lord y Lady Capuleto. Se casa con Romeo en secreto y eventualmente se suicida cuando Romeo se mata a sí mismo. Su fantasma continúa atormentando a sus padres.
- Gregg Chillin como Mercutio, el amigo de Romeo y Benvolio y un pariente del príncipe, fue asesinado por Tybalt.
- Shazad Latif como Tybalt Capulet.
- Llew Davies como Truccio, un campesino ostensiblemente al servicio de la Casa Montague, que resulta ser un agente de la conspiración.

## Producción

### Desarrollo
El 22 de octubre de 2015, se anunció que la escritora de Grey's Anatomy y Scandal, Heather Mitchell estaba desarrollando un nuevo drama para la cadena ABC siendo una secuela de Romeo y Julieta de William Shakespeare. Still Star-Crossed se basa en el libro de Melinda Taub. Shonda Rhimes y Betsy Beers producen la serie con ShondaLand, ABC Studios y Michael R. Goldstein con The MrG Production Company. El 21 de enero de 2016, ABC ordenó al piloto.
Michael Offer, quien dirigió el episodio piloto de  How to Get Away with Murder, ha sido elegido para dirigir Still Star-Crossed. El piloto fue filmado en Salamanca, situada en la Comunidad Autónoma de Castilla y León, al noroeste de España, a partir del 18 de abril al 2 de mayo de 2016, y Plasencia y Cáceres, situado en la Comunidad Autónoma de Extremadura, oeste de España. El 12 de mayo de 2016, ABC ordenó al piloto como serie.

### Casting
El lanzamiento del casting comenzó en marzo de 2016. El 2 de marzo de 2016, se anunció que Zuleikha Robinson, Lashana Lynch, Torrance Coombs, Wade Briggs and Ebonée Noel fueron lanzados en papeles regulares. La actriz británica Lashana Lynch fue elegida como protagonista de la serie, Rosaline Capuleto, prima de Julieta. Robinson interpreta a Lady Capuleto, Briggs interpreta al protagonista masculino, el recién llegado Noel interpreta a su hermana y Coombs es antagonista. El 15 de marzo de 2016, se anunció que Medalion Rahimi, que debutó en The Catch, fue elegida como la princesa Isabella. El 18 de marzo de 2016, Sterling Sulieman se unió al piloto como el Príncipe Escalus. El 22 de marzo de 2016, Dan Hildebrand fue firmado para interpretar al Fraile Lawrence. El 7 de abril de 2016, se anunció que Grant Bowler jugará al Lord Montague, y un día después Anthony Head fue elegido como Lord Capuleto. La actriz danesa Clara Rugaard y el actor británico Lucien Laviscount fueron elegidos en papeles invitados com Romeo y Juliet.